# Český král

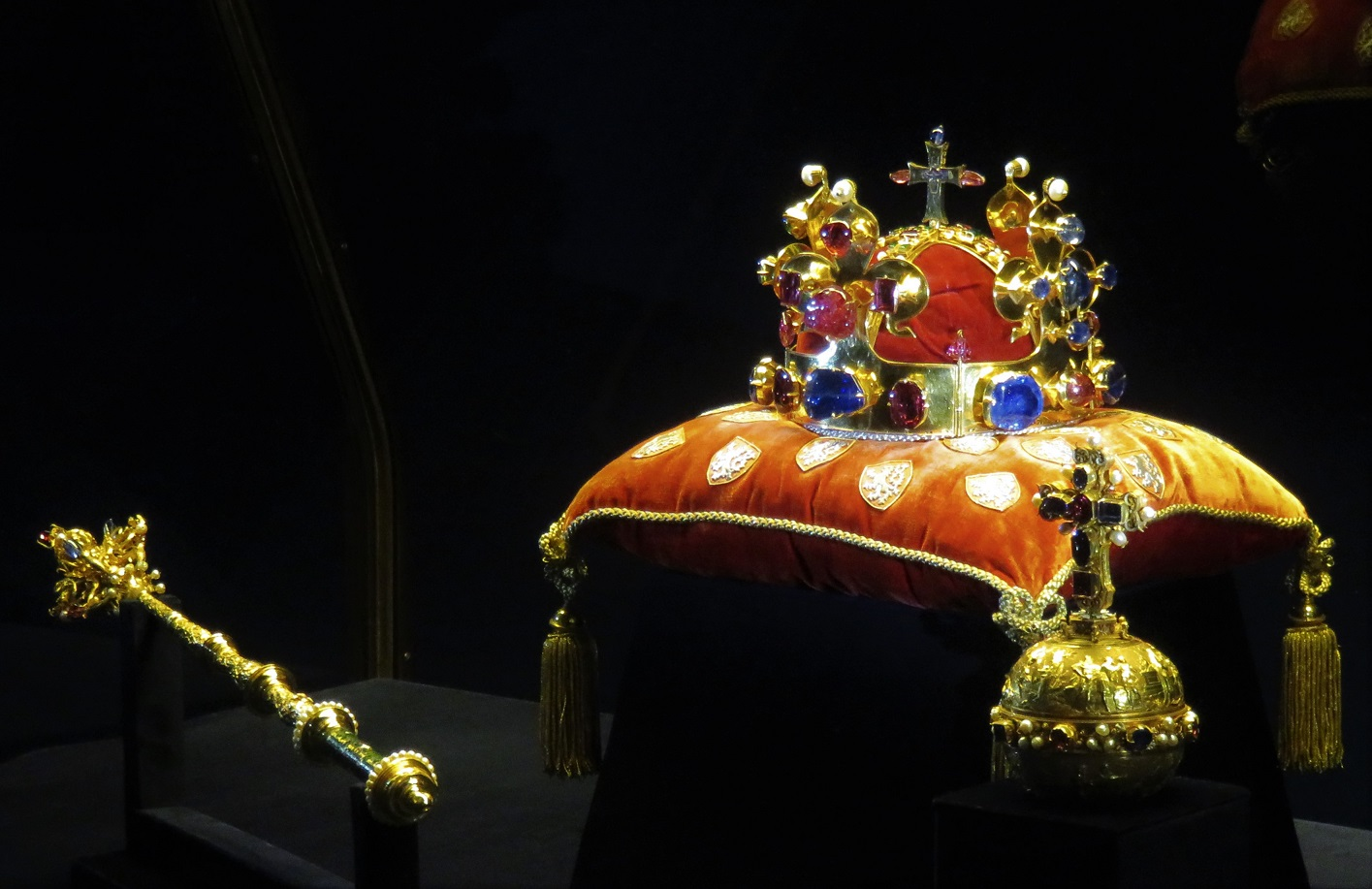
Korunovační klenoty českých králů

Velký znak zemí Koruny české

Český král je označení panovníků Českého království, respektive všech dědičných zemí Koruny české. Mnozí čeští králové byli současně panovníky dalších zemí (císaři Svaté říše římské, králové Polského, Uherského, či Chorvatského království, vévodové rakouských zemí – štýrští, korutanští a kraňští ad.)
Panovnické atributy českých králů jsou české korunovační klenoty, z nichž nejvýznamnějším je svatováclavská koruna, hlavní symbol české královské moci.

## Historie českého královského titulu

### První čeští králové
Někdy, zejména ve středověké literatuře, bývá jako král označován kníže Svatopluk I., jenž vládl Velkomoravské říši v letech 870–894. Avšak, kromě toho, že vládl státnímu útvaru rozkládajícímu se přibližně na území pozdějšího českého státu, jej zřejmě nelze považovat za českého krále v pravém smyslu.
Skutečným prvním českým králem, byť pouze ad personam, byl přemyslovský kníže Vratislav II. (1061–1092). Narodil se jako syn knížete Břetislava I. a roku 1085 se stal prvním českým králem. Nedědičný titul pouze pro jeho osobu mu propůjčil císař Jindřich IV. V letech 1085–1092 byl Vratislav také titulárním polským králem.
Prvním králem, jenž získal právo užívat titulu dědičně, byl Přemysl Otakar I. To mu udělil římský král Filip Švábský roku 1198.

### Markraběcí titul

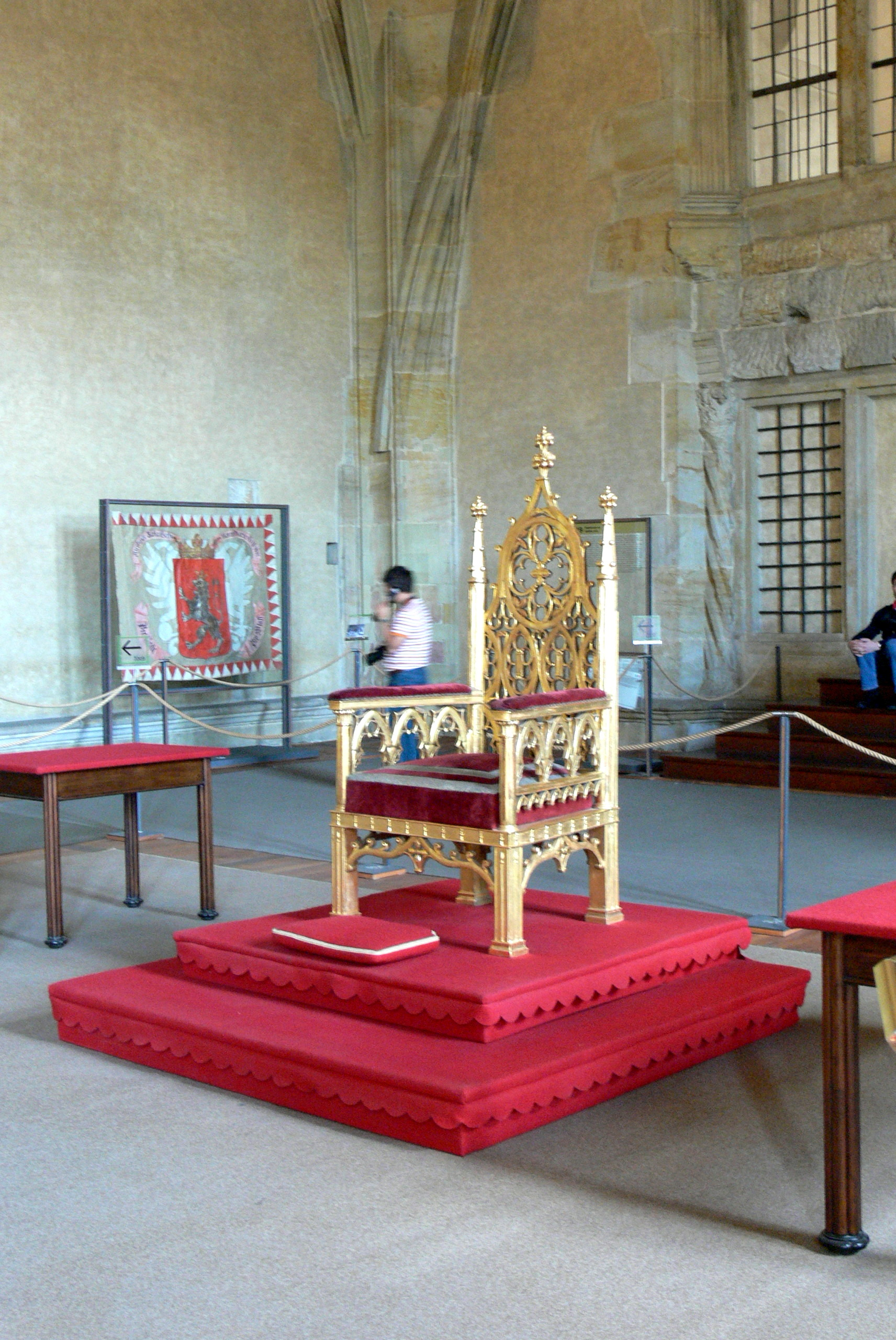
Trůn českého krále, Vladislavský sál Pražského hradu

S titulem českého krále byl úzce spjat titul moravského markraběte. Moravský markraběcí titul existoval v letech 1182–1253 a byl samostatně udělovaným titulem, obvykle příbuzným panujícího českého knížete, později krále. Po nástupu Přemysla Otakara II. na český trůn roku 1233 byly oba tituly sloučeny v rukou panovníka. Situace se opět změnila v době nástupu dynastie Lucemburků. Král Jan Lucemburský udělil titul moravského markraběte svému nejstaršímu synovi, princi Karlovi Lucemburskému (pozdějšímu českému králi a římskému císaři) a titul opět existoval jako samostatný až do počátku husitských nepokojů kolem roku 1420. Od nástupu Albrechta II. na trůn již titul moravského markraběte definitivně zůstal v rukou panovníka.

### Královské atributy
Mezi atributy královské moci patří inisgnie českých králů – české korunovační klenoty.
- Královská koruna. Přesná podoba koruny prvních českých králů není známa, lze jen přibližně odhadovat dle vyobrazení na přemyslovských mincích, pečetích, či z dobových kronik.
  - V roce 1346 nechal Karel IV. zhotovit svatováclavskou korunu určenou ke korunovacím budoucích českých králů. Koruna je zasvěcena českému patronovi svatému Václavovi a panovníkovi je pouze propůjčena ke korunovaci a poté je opět uložena v pokladnici. Je nejvýznamnějším artefaktem českých korunovačních klenotů a kromě své hodnoty historické je také významná svým uměleckým provedením, ale má především hluboký symbolický význam pro českou státnost.
- Královské jablko
- Žezlo
- Korunovační meč
- Korunovační plášť
- Královský trůn

## Seznam českých králů (1198–1918)

### Čeští královéad personam
| Panovnické pořadí | Jméno         | Portrét | Narození | Úmrtí          | Vláda     | Poznámky |
| ----------------- | ------------- | ------- | -------- | -------------- | --------- | --- |
| 16                | Vratislav II. |         | ???      | 14. leden 1092 | 1061–1092 | Syn knížete Břetislava I. Od roku 1085 byl prvním českým králem. Nedědičný titul ad personam mu propůjčil císař Jindřich IV. V letech 1085–1092 byl také titulárním polským králem. |
| 23                | Vladislav II. |         | 1110     | 18. leden 1174 | 1140–1172 | Syn knížete Vladislava I. a druhý český král ad personam. Zřejmě nedědičný královský titul mu propůjčil císař Fridrich I. Barbarossa v roce 1158.                                   |

### Dynastie Přemyslovců(1198–1306)
| Panovnické pořadí | Jméno              | Portrét | Narození            | Úmrtí                      | Vláda     | Poznámky |
| ----------------- | ------------------ | ------- | ------------------- | -------------------------- | --------- | --- |
| 28                | Přemysl Otakar I.  |         | ok. 1155            | 15. prosinec 1230 Praha    | 1198–1230 | Podruhé na trůně, korunován v roce 1198. Přemysl si postupně nechal potvrdit královskou hodnost od obou římských králů i od papeže. Dědičný titul potvrdila Zlatá bula sicilská (1212).                                  |
| 31                | Václav I.          |         | ok. 1205            | 23. září 1253              | 1230–1253 | Syn Přemysla I., čtvrtý český král. Korunován byl už v roce 1228. Přispěl k odražení mongolského vpádu do Evropy a společně se synem Přemyslem získal Rakousko.                                                          |
| 32                | Přemysl Otakar II. |         | ok. 1233            | 26. srpen 1278 Suché Kruty | 1253–1278 | Syn Václava I., pátý český král (korunován 1261). Také vévoda rakouský, štýrský, korutanský a kraňský. Podcenil ale vývoj v římskoněmecké říši a politiku papežské kurie.                                                |
| 33                | Václav II.         |         | 27. září 1271 Praha | 21. červen 1305 Praha      | 1278–1305 | Syn Přemysla Otakara II., šestý český král (korunován 1297). Také polský král (korunován roku 1300). Pro syna získal i uherský trůn.                                                                                     |
| 34                | Václav III.        |         | 6. říjen 1289 Praha | 4. srpen 1306 Olomouc      | 1305–1306 | Syn Václava II., sedmý český král. V letech 1301–1304 byl uherským králem jako Ladislav V. Po smrti otce se snažil udržet unii s Polskem, byl však zavražděn. Skončilo tak více než 400 let vlády Přemyslovců v Čechách. |

### Nedynastičtí králové
| Panovnické pořadí | Jméno                | Portrét | Narození | Úmrtí                           | Vláda     | Poznámky |
| ----------------- | -------------------- | ------- | -------- | ------------------------------- | --------- | --- |
| 35                | Jindřich Korutanský  |         | ok. 1265 | 2. květen 1335                  | 1306      | Menhardovec. Manžel Anny Přemyslovny. Měsíc po jeho volbě za krále se objevila vojska Rudolfa, syna římského krále Albrechta I., a Jindřich s Annou uprchli.                                |
| 36                | Rudolf I. Habsburský |         | 1281     | 3./4. červenec 1307 Horažďovice | 1306–1307 | Syn Albrechta I. Dokázal si získat podporu části panstva sliby (i úplatky), ale zemřel při obléhání hradu Bavora III. ze Strakonic.                                                         |
| 35                | Jindřich Korutanský  |         | ok. 1265 | 2. květen 1335                  | 1307–1310 | Podruhé na trůně. Jindřich nebyl schopný panovník a část panstva požádala o pomoc římského krále Jindřicha VII., jehož syn Jan Lucemburský se měl oženit s princeznou Eliškou Přemyslovnou. |

### Dynastie Lucemburků(1310–1437)
| Panovnické pořadí | Jméno                                | Portrét | Narození                | Úmrtí                               | Vláda     | Poznámky |
| ----------------- | ------------------------------------ | ------- | ----------------------- | ----------------------------------- | --------- | --- |
| 37                | Jan Lucemburský                      |         | 10. srpen 1296          | 26. srpen 1346 Kresčak              | 1310–1346 | Syn Jindřicha VII. V Janovi se protnuly tři nástupnické principy: Uznala ho česká šlechta, císař mu udělil Čechy v léno, oženil se s dědičkou Přemyslovců, Eliškou. |
| 38                | Karel IV. (český král jako Karel I.) |         | 14. květen 1316 Praha   | 29. listopad 1378 Praha             | 1346–1378 | Syn Jana Lucemburského. Také římský císař. S jeho jménem je spojen největší politický i kulturní rozkvět českých zemí.                                              |
| 39                | Václav IV.                           |         | 26. únor 1361 Norimberk | 16. srpen 1419 Nový hrad u Kunratic | 1378–1419 | Syn Karla IV. Také římský král. Českým králem byl korunován už ve dvou letech. Syna neměl, jeho dědicem tak byl mladší bratr Zikmund.                               |
| 40                | Zikmund                              |         | 14. únor 1368           | 9. prosinec 1437 Znojmo             | 1419–1437 | Syn Karla IV. Také římský císař a uherský král. Roku 1421 ho český zemský sněm jako krále odmítl; plně respektovaným králem byl až poslední dva roky života.        |

### PrvníHabsburkovéa období interregna
| Panovnické pořadí | Jméno                                 | Portrét | Narození       | Úmrtí                   | Vláda          | Poznámky |
| ----------------- | ------------------------------------- | ------- | -------------- | ----------------------- | -------------- | --- |
| 41                | Albrecht II. Habsburský (Albrecht I.) |         | 10. srpen 1397 | 28. říjen 1439          | 1437–1439      | Zikmundův zeť a dědic. Také římský a uherský král. Svých dědických práv se domáhal obtížně, české koruny dosáhl i přes odpor husitů.                                                  |
|                   | Interregnum                           |         |                |                         | 1439/1440–1453 | Po Albrechtově smrti byla koruna nabídnuta Albrechtu III. Bavorskému, který ji odmítl. Vznikly šlechtické spolky – sněmíky, landfrídy. Spolupráci landfrídů zajišťovaly zemské sněmy. |
| 42                | Ladislav Pohrobek                     |         | 12. únor 1440  | 23. listopad 1457 Praha | 1453–1457      | Syn Albrechta II., narozen až po jeho smrti (= pohrobek). Také uherský král. V Čechách sídlil v letech 1453–1454 a potom už jen dva měsíce před svou smrtí.                           |

### Nedynastičtí králové
| Panovnické pořadí | Jméno           | Portrét | Narození                 | Úmrtí                 | Vláda     | Poznámky |
| ----------------- | --------------- | ------- | ------------------------ | --------------------- | --------- | --- |
| 43                | Jiří z Poděbrad |         | 23. duben 1420 Poděbrady | 22. březen 1471 Praha | 1458–1471 | Zemským správce z doby Ladislava Pohrobka, po jehož smrti se stal jediným nedynastickým králem z řad české šlechty. Ačkoliv měl potomky, korunu odkázal Jagelloncům.                                      |
| 44                | Matyáš Korvín   |         | 23. únor 1443            | 6. duben 1490         | 1469–1490 | Protikrál. Vládce Uher vojensky usiloval i o český trůn; v průběhu konfrontace se nechal opoziční českou šlechtou zvolit za krále, ačkoliv Jiřímu – svému tchánovi, jen krátce předtím slíbil přátelství. |

### Jagellonci(1471–1526)
| Panovnické pořadí | Jméno                                 | Portrét | Narození              | Úmrtí                | Vláda     | Poznámky |
| ----------------- | ------------------------------------- | ------- | --------------------- | -------------------- | --------- | --- |
| 45                | Vladislav Jagellonský (Vladislav II.) |         | 1. březen 1456 Krakov | 13. březen 1516 Buda | 1471–1516 | Syn Kazimíra IV. Zvolen českým králem byl podle přání Jiřího z Poděbrad, musel ale až do r. 1478 bojovat s Matyášem Korvínem – vládu v zemích Koruny si nakonec rozdělili. Po Korvínově smrti roku 1490 také král uherský. V roce 1500 vydal Vladislavské zřízení zemské. |
| 46                | Ludvík Jagellonský                    |         | 1. červenec 1506      | 29. srpen 1526 Moháč | 1516–1526 | Syn Vladislava Jagellonského. Otec ho nechal korunovat již roku 1508 za uherského krále a o rok později za krále českého. Zemřel v bitvě u Moháče, čímž vymřela česko-uherská větev rodu.                                                                                 |

### Habsburská dynastie(1526–1780)
| Panovnické pořadí | Jméno                                 | Portrét | Narození          | Úmrtí                | Vláda     | Poznámky |
| ----------------- | ------------------------------------- | ------- | ----------------- | -------------------- | --------- | --- |
| 47                | Ferdinand I.                          |         | 10. březen 1503   | 25. červenec 1564    | 1526–1564 | Vnuk císaře Maxmiliána I., manžel Anny Jagellonské. Také římskoněmecký císař a uherský král.                                                                                               |
| 48                | Maxmilián II. (Maxmilián I.)          |         | 31. července 1527 | 12. října 1576       | 1564–1576 | Syn Ferdinanda I. Také římskoněmecký císař a uherský král. |
| 49                | Rudolf II.                            |         | 18. července 1552 | 20. ledna 1612 Praha | 1576–1611 | Syn Maxmiliána II. Také římskoněmecký císař a uherský král. Jako jediný Habsburk si zvolil za sídelní město Prahu, díky čemuž došlo ke společenskému a kulturnímu rozmachu českých zemí.   |
| 50                | Matyáš II.                            |         | 24. únor 1557     | 20. březen 1619      | 1611–1619 | Syn Maxmiliána II. Také římskoněmecký císař a uherský král. Ještě za života bratra Rudolfa začal přebírat jeho moc.                                                                        |
| 51                | Ferdinand II.                         |         | 9. července 1578  | 15. února 1637       | 1619      | Matyášův bratranec, který neměl potomky, a tak byl Ferdinand ještě za jeho života v roce 1617 korunován na českého krále.                                                                  |
| 52                | Fridrich Falcký                       |         | 26. srpna 1596    | 29. listopadu 1632   | 1619–1620 | Wittelsbach. Falcký kurfiřt, který projevoval sympatie k českým protestantským stavům. Zvolen za krále byl ale až v době, kdy bylo stavovské povstání v defenzivě.                         |
| 51                | Ferdinand II.                         |         | 9. července 1578  | 15. února 1637       | 1620–1637 | Potlačil české stavovské povstání. |
| 53                | Ferdinand III.                        |         | 13. července 1608 | 2. dubna 1657        | 1637–1657 | Syn Ferdinanda II. Také císař římský a král uherský. Pokračoval v českých zemích v rekatolizaci a posilování absolutistické moci, ovšem už mírnějšími prostředky.                          |
| 54                | Leopold I.                            |         | 9. červenec 1640  | 5. květen 1705       | 1657–1705 | Syn Ferdinanda III. Také římskoněmecký císař a uherský král. |
| 55                | Josef I.                              |         | 26. červenec 1678 | 17. duben 1711       | 1705–1711 | Syn Leopolda I. Již v dětských letech byl korunován uherským (v roce 1687) a římskoněmeckým králem (r. 1690). Českým králem Josef ovšem korunován nebyl.                                   |
| 56                | Karel VI. (český král jako Karel II.) |         | 1. října 1685     | 20. října 1740       | 1711–1740 | Syn Leopolda I. Také římský císař a uherský král. Snažil se pragmatickou sankcí zajistit dědictví nejstarší dceři Marii Terezii.                                                           |
| 57                | Marie Terezie                         |         | 13. května 1717   | 29. listopadu 1780   | 1740–1780 | Dcera Karla VI. Jediná vládnoucí česká královna. Také královna uherská. O dědictví musela bojovat s protikrálem, bavorským kurfiřtem Karlem VII., na českou královnu korunována roku 1743. |
| 58                | Karel Albrecht Bavorský               |         | 6. srpen 1697     | 20. leden 1745       | 1741–1743 | Protikrál, římský císař. Po smrti Karla VI. neuznal Pragmatickou sankci, 9. prosince 1741 se nechal provolat českými stavy králem jako Karel III.                                          |

### Dynastie habsbursko-lotrinská(1780–1918)
| Panovnické pořadí | Jméno                                                 | Portrét | Narození        | Úmrtí                 | Vláda     | Poznámky |
| ----------------- | ----------------------------------------------------- | ------- | --------------- | --------------------- | --------- | --- |
| 59                | Josef II.                                             |         | 13. březen 1741 | 20. únor 1790         | 1780–1790 | Syn Marie Terezie. Také římský císař a uherský král, reformátor. |
| 60                | Leopold II.                                           |         | 5. květen 1747  | 1. březen 1792        | 1790–1792 | Syn Marie Terezie. Také římský císař a uherský král. Na rozdíl od bratra se nechal českým králem korunovat.                                                                        |
| 61                | František I. Rakouský                                 |         | 12. únor 1768   | 2. březen 1835        | 1792–1835 | Syn Leopolda II. Také uherský král, římský císař (do 1806), poté rakouský císař (od 1804).                                                                                         |
| 62                | Ferdinand I. Dobrotivý (český král jako Ferdinand V.) |         | 19. duben 1793  | 29. červen 1875 Praha | 1835–1848 | Syn Františka I. Také rakouský císař a uherský král. V roce 1848 byl odstaven od českého trůnu a abdikoval ve prospěch synovce Františka Josefa I. Poslední korunovaný český král. |
| 63                | František Josef I.                                    |         | 18. srpen 1830  | 21. listopad 1916     | 1848–1916 | Synovec Ferdinanda V. Také rakouský císař a uherský král. Českým zemím vládl více než 60 let. Z vnitropolitických důvodů se nedal korunovat českým králem.                         |
| 64                | Karel I. (český král jako Karel III.)                 |         | 17. srpen 1887  | 1. duben 1922         | 1916–1918 | Rakouský císař Karel I., král uherský jako Karel IV. a král český Karel III. (Z časových a politických důvodů nebyl korunován českým králem).                                      |

## Pretendenti(od roku 1918)
| Panovnické pořadí | Jméno                                 | Portrét | Narození          | Úmrtí            | Pretendentura | Poznámky |
| ----------------- | ------------------------------------- | ------- | ----------------- | ---------------- | ------------- | --- |
| 64                | Karel I. (český král jako Karel III.) |         | 17. srpen 1887    | 1. duben 1922    | 1918–1922     | Rakouský císař Karel I., král uherský jako Karel IV. a král český Karel III. (Z časových a politických důvodů nebyl korunován českým králem). |
| –                 | Otto von Habsburg                     |         | 20. listopad 1912 | 4. červenec 2011 | 1922–2011     | Poslední český korunní princ, rakouský politik, protinacistický odbojář a druhý prezident Mezinárodní Panevropské unie.                       |
| –                 | Karel Habsbursko-Lotrinský            |         | 11. leden 1961    |                  | od 2011       | Syn Otty von Habsburg, rakouský podnikatel a politik, předseda Panevropské unie Rakousko.                                                     |